# Кенже (Росія)
Кенже (рос. Кенже) — село, підпорядковане місту Нальчик Кабардино-Балкарії Російської Федерації.
Орган місцевого самоврядування — міський округ Нальчик. Населення становить 9669 осіб.

## Населення
| 1979 | 1989  | 2002    | 2010  |
| ---- | ----- | ------- | ----- |
| 6591 | ↗6975 | ↗10 326 | ↘9669 |